# Sylloge Plantarum Vascularium Florae Neapolitanae Hucusque Detectarum
Sylloge Plantarum Vascularium Florae Neapolitanae Hucusque Detectarum (abreviado Syll. Pl. Fl. Neapol.) es un libro con ilustraciones y descripciones botánicas que fue escrito por el botánico italiano; Michele Tenore y publicado en Nápoles en el año 1831.